# Barthold Feind
Barthold Feind (né en 1678 à Hambourg, mort le 14 octobre 1721 dans la même ville) est un librettiste et auteur satirique allemand.

## Biographie
Feind est élève de l'école d'érudition Saint-Jean. En 1699, il devient étudiant en droit à l'université de Wittemberg et écrit à cette époque ses premiers poèmes d'occasion dont un sur Konrad Samuel Schurzfleisch.
Il met à ses études en 1702 avec une licence à Halle. De retour à Hambourg, il se rapproche, comme son collègue juriste Christian Heinrich Postel, de l'Oper am Gänsemarkt, lieu central des confrontations poétiques. En 1705 et 1706, il partage un appartement avec Christian Friedrich Hunold, la relation devient une rivalité et une inimitié.
Son opinion politique en faveur de la Suède dans la grande guerre du Nord (1700-1721) lui vaut en 1717 un an d'emprisonnement au Danemark. En 1719, il est de nouveau à Hambourg, il meurt après un accident dans la nuit du 14 au 15 octobre 1721 à Hambourg.

## Œuvres (sélection)
- Das verwirrte Haus Jacob, Oder Das Gesicht der bestrafften Rebellion (Hambourg 1703).
- Il genio d'Holsatia. Introduzione al fuoco arteficiale, rappresentato nel Teatro d'Amburgo (1706).
- Masagniello furioso. Drama musicale, […] Die Neapolitanische Fischer-Empörung, musicalisches Schau-Spiel (1706). Musique : Reinhard Keiser.
- Der durchlauchtigste Secretarius oder Almira, Königin in Castilien, in einem Sing-Spiel (Hambourg 1706). Musique : Reinhard Keiser.
- Bellerophon, oder: Das in die preußische Krone verwandelte Wagen-Gestirn in einer Operetta (Hambourg 1708). Musique : Christoph Graupner.
- Deutsche Gedichte: bestehend in musicalischen Schau-Spielen, lob-glückwünschungsverliebten und moralischen Gedichten, ernst- und schertzhafften Sinn- und Grabschrifften, Satyren, Cantaten und allerhand Gattungen, sammt einer Vorrede von dem Temperament und Gemüthsbeschaffenheit eines Poeten und Gedancken von der Opera… Erster Theil, Ausg. Stade 1708).
- Der Fall des großen Richters in Israel, Simson oder: die abgekühlte Liebes-Rache der Debora, Musicalisches Trauer-Spiel (Hambourg : Spiering, 1709). Musique : Christoph Graupner.
- Desiderius, König der Longobarden, Musicalisches Schauspiel. (1709).
- Der durch den Fall des großen Pompejus erhöhete Julius Caesar. In einem Sing-Spiel (Hambourg : Spiering, 1710). Musique : Reinhard Keiser.
- Antiochus und Stratonica: l'amore ammalato; die kranckende Liebe; musicalisches Schauspiel (Hambourg : Greflinger, 1711). Musique : Christoph Graupner.
- Des unvergleichlichen holländischen Poëten Jacob Cats…Sinnreiche Wercke und Gedichte, aus dem Niederländischen übersetzet. 4 Tle. (Hambourg: Thomas von Wierings Erben u. Franckfurt u. Leipzig: Zacharias Hertel, 1710–12).
- Rinaldo, Musicalisches Schau-Spiel, auf dem grossen Hamburgischen Theatro (Hambourg : Friderich Conrad Greflinger, 1715). Musique : Georg Friedrich Haendel.
- Das römische April-Fest. Musicalisches Lust- und Tantz-Spiel, zu allgemeiner Freuden-Bezeugung über die…Geburth Sr. …Majestaet Caroli VI. erstgebohrenen…Leopoldi I. (Hamburg: Greflinger, 1716). Musique : Reinhard Keiser.
- Das verewigte und triumphirende Ertz-Hauß Oesterreich, auf das Gebuhrts-Fest Caroli VI., in einer Serenata besungen (Hambourg : Friedrich-Conrad Greflinger, 1716). Musique : Reinhard Keiser.

## Source de la traduction
- (de) Cet article est partiellement ou en totalité issu de l’article de Wikipédia en allemand intitulé « Barthold Feind » (voir la liste des auteurs).